# Liste des plus jeunes députés de France
La liste des plus jeunes députés de France rassemble les députés qui, le jour de leur élection, étaient les benjamins de l'Assemblée nationale française sous ses différentes dénominations depuis la Révolution française. 
Contrairement au doyen — également appelé « président d'âge » — qui est chargé de présider « la première séance de la législature », le plus jeune député n'a aucun rôle spécifique, hormis celui de remplir, avec les cinq autres plus jeunes députés, la fonction de secrétaire du doyen avant l'élection du bureau. Le titre est donc purement honorifique, mais son détenteur est fréquemment mis en avant par les médias qui voient en lui le signe prometteur d'une grande carrière politique. 
L'évolution de l'âge du plus jeune député est liée à celle de l'âge minimal d’éligibilité défini dans la constitution du moment. En 1814, il était par exemple de quarante ans, rabaissé à trente en 1830, vingt-cinq ans sous la Troisième République, puis vingt-trois en 2000 pour être finalement ramené à dix-huit en 2011.
ÂgeAnnée21242730333639421750180018501900195020002050âgeÉvolution de l'âge du plus jeune député de France
Le plus jeune député de l'histoire de la République française est Tematai Le Gayic, du 19 juin 2022 au 7 juillet 2024, élu à 21 ans, 8 mois et 7 jours.
Le plus jeune député au 7 juillet 2024 est Flavien Termet (22 ans, 5 mois et 8 jours), qui démissionne moins de trois mois après son élection. Hanane Mansouri lui succède à 23 ans, 10 mois et 10 jours.

## Liste
| Régime politique      | Chambre                              | Législature       | Député                              | Début du mandat    | Âge au début du mandat      |
| --------------------- | ------------------------------------ | ----------------- | ----------------------------------- | ------------------ | --------------------------- |
| Révolution            | Assemblée nationale constituante     |                   | Mathieu de Montmorency-Laval        | 28 mars 1789       | 22 ans, 8 mois et 18 jours  |
| Révolution            | Assemblée nationale législative      |                   | Edme Bonnerot                       | 1er septembre 1791 | 24 ans, 1 mois et 22 jours  |
| Révolution            | Convention nationale                 |                   | Louis Antoine de Saint-Just         | 5 septembre 1792   | 25 ans et 11 jours          |
| Révolution            | Conseil des Cinq-Cents               |                   | Pierre de Cardonnel                 | 16 octobre 1795    | 25 ans, 4 mois et 17 jours  |
| Premier Empire        | Corps législatif                     |                   | Pierre Grappe                       | 25 décembre 1799   | 24 ans, 5 mois et 24 jours  |
| Premier Empire        | Corps législatif                     |                   | Luc Thommasi                        | 5 juillet 1809     | 28 ans, 4 mois et 8 jours   |
| Première restauration | Chambre des députés des départements |                   | Louis de Neuville                   | 4 juin 1814        | 43 ans, 6 mois et 1 jour    |
| Cent-Jours            | Chambre des représentants            |                   | Auguste Charles Lebrun de Plaisance | 11 mai 1815        | 26 ans, 2 mois et 21 jours  |
| Seconde restauration  | Chambre des députés des départements | Ire législature   | Claude-René Bacot de Romand         | 22 août 1815       | 22 ans, 10 mois et 13 jours |
| Seconde restauration  | Chambre des députés des départements | IIe législature   | Louis-Antoine-François de Marchangy | 17 avril 1823      | 40 ans, 7 mois et 23 jours  |
| Seconde restauration  | Chambre des députés des départements | IIIe législature  | Claude-René Bacot de Romand         | 6 mars 1824        | 31 ans, 4 mois et 26 jours  |
| Seconde restauration  | Chambre des députés des départements | IVe législature   | Claude-René Bacot de Romand         | 24 novembre 1827   | 35 ans, 1 mois et 15 jours  |
| Seconde restauration  | Chambre des députés des départements | IVe législature   | Pierre Sylvain Dumon                | 27 mars 1830       | 33 ans, 2 mois et 13 jours  |
| Seconde restauration  | Chambre des députés des départements | Ve législature    | Joseph Alcock                       | 23 juin 1830       | 40 ans, 4 mois et 3 jours   |
| Seconde restauration  | Chambre des députés des départements | Ve législature    | Armand Joseph Marie de Saint-Félix  | 3 juillet 1830     | 35 ans, 11 mois et 12 jours |
| Monarchie de Juillet  | Chambre des députés                  | Ire législature   | Emmanuel Pons de Las Cases          | 28 octobre 1830    | 30 ans, 4 mois et 20 jours  |
| Monarchie de Juillet  | Chambre des députés                  | IIe législature   | Charles-Jules Giraud                | 5 juillet 1831     | 30 ans, 2 mois et 9 jours   |
| Monarchie de Juillet  | Chambre des députés                  | IIe législature   | Tanneguy Duchâtel                   | 21 février 1833    | 30 ans et 2 jours           |
| Monarchie de Juillet  | Chambre des députés                  | IIIe législature  | Saint-Marc Girardin                 | 21 juin 1834       | 30 ans, 3 mois et 30 jours  |
| Monarchie de Juillet  | Chambre des députés                  | IIIe législature  | Prosper de Chasseloup-Laubat        | 1er septembre 1837 | 32 ans, 5 mois et 3 jours   |
| Monarchie de Juillet  | Chambre des députés                  | IVe législature   | Frédéric Salveton                   | 4 novembre 1837    | 36 ans, 6 mois et 15 jours  |
| Monarchie de Juillet  | Chambre des députés                  | Ve législature    | Louis Paul Achille Guilhem          | 2 mars 1839        | 31 ans et 14 jours          |
| Monarchie de Juillet  | Chambre des députés                  | Ve législature    | Nicolas Jules Persil                | 22 janvier 1842    | 30 ans, 11 mois et 14 jours |
| Monarchie de Juillet  | Chambre des députés                  | VIe législature   | Alphonse Saglio                     | 9 juillet 1842     | 30 ans, 1 mois et 17 jours  |
| Monarchie de Juillet  | Chambre des députés                  | VIe législature   | Henri de Castellane                 | 8 février 1845     | 30 ans, 4 mois et 16 jours  |
| Monarchie de Juillet  | Chambre des députés                  | VIIe législature  | Frédéric Salveton                   | 1er août 1846      | 26 ans, 3 mois et 12 jours  |
| Deuxième République   | Assemblée nationale constituante     |                   | Armand Fresneau                     | 23 avril 1848      | 25 ans, 3 mois et 18 jours  |
| Deuxième République   | Assemblée nationale législative      |                   | Charles Boch                        | 13 mai 1849        | 25 ans, 1 mois et 19 jours  |
| Second Empire         | Corps législatif                     | Ire législature   | Édouard Dalloz                      | 29 février 1852    | 25 ans, 9 mois et 5 jours   |
| Second Empire         | Corps législatif                     | Ire législature   | Joachim Joseph André Murat          | 5 février 1854     | 25 ans, 1 mois et 24 jours  |
| Second Empire         | Corps législatif                     | Ire législature   | Léopold Le Hon                      | 7 mars 1857        | 25 ans et 19 jours          |
| Second Empire         | Corps législatif                     | IIe législature   | Louis de Cambacérès                 | 21 juin 1857       | 24 ans, 9 mois et 30 jours  |
| Second Empire         | Corps législatif                     | IIIe législature  | Victor Masséna                      | 31 mai 1863        | 27 ans, 4 mois et 17 jours  |
| Second Empire         | Corps législatif                     | IIIe législature  | Marie Reimbold d'Estourmel          | 4 janvier 1868     | 26 ans, 11 mois et 19 jours |
| Second Empire         | Corps législatif                     | IVe législature   | Antoine Just Léon Marie de Noailles | 23 mai 1869        | 28 ans, 1 mois et 4 jours   |
| Troisième République  | Assemblée nationale                  |                   | Charles Savary                      | 8 février 1871     | 25 ans, 4 mois et 18 jours  |
| Troisième République  | Chambre des députés                  | Ire législature   | Louis Le Provost de Launay          | 20 février 1876    | 25 ans, 8 mois et 12 jours  |
| Troisième République  | Chambre des députés                  | IIe législature   | Jules André                         | 14 octobre 1877    | 25 ans, 1 mois et 21 jours  |
| Troisième République  | Chambre des députés                  | IIe législature   | Georges Granier de Cassagnac        | 14 mars 1880       | 26 ans et 27 jours          |
| Troisième République  | Chambre des députés                  | IIIe législature  | Gaston Gerville-Réache              | 4 septembre 1881   | 27 ans et 12 jours          |
| Troisième République  | Chambre des députés                  | IIIe législature  | Emmanuel Arène                      | 4 décembre 1881    | 25 ans, 11 mois et 3 jours  |
| Troisième République  | Chambre des députés                  | IIIe législature  | Georges Laguerre                    | 30 septembre 1883  | 25 ans, 3 mois et 6 jours   |
| Troisième République  | Chambre des députés                  | IVe législature   | Jean Jaurès                         | 4 octobre 1885     | 26 ans, 1 mois et 1 jour    |
| Troisième République  | Chambre des députés                  | IVe législature   | Raymond Poincaré                    | 1er janvier 1887   | 26 ans, 4 mois et 12 jours  |
| Troisième République  | Chambre des députés                  | IVe législature   | Adolphe Duport                      | 6 janvier 1889     | 26 ans, 11 mois et 11 jours |
| Troisième République  | Chambre des députés                  | Ve législature    | Pierre Richard                      | 6 octobre 1889     | 25 ans, 5 mois et 18 jours  |
| Troisième République  | Chambre des députés                  | VIe législature   | Eugène Schneider                    | 20 août 1893       | 24 ans, 9 mois et 22 jours  |
| Troisième République  | Chambre des députés                  | VIe législature   | Louis Marchegay                     | 28 avril 1895      | 25 ans, 6 mois et 23 jours  |
| Troisième République  | Chambre des députés                  | VIIe législature  | Pierre Heuzey                       | 28 juillet 1901    | 26 ans, 4 mois et 23 jours  |
| Troisième République  | Chambre des députés                  | VIIIe législature | Pierre Louis Roblin                 | 8 octobre 1905     | 28 ans, 2 mois et 16 jours  |
| Troisième République  | Chambre des députés                  | IXe législature   | Henri Auriol                        | 6 mai 1906         | 25 ans, 11 mois et 28 jours |
| Troisième République  | Chambre des députés                  | IXe législature   | Étienne Dusevel                     | 31 mars 1909       | 27 ans, 11 mois et 20 jours |
| Troisième République  | Chambre des députés                  | IXe législature   | Abel Ferry                          | 4 avril 1909       | 27 ans, 10 mois et 9 jours  |
| Troisième République  | Chambre des députés                  | Xe législature    | Jean Chaulin-Servinière             | 24 avril 1910      | 25 ans, 4 mois et 16 jours  |
| Troisième République  | Chambre des députés                  | Xe législature    | Paul Simon                          | 13 avril 1913      | 26 ans, 9 mois et 30 jours  |
| Troisième République  | Chambre des députés                  | XIe législature   | Pierre-Étienne Flandin              | 10 mai 1914        | 25 ans et 28 jours          |
| Troisième République  | Chambre des députés                  | XIIe législature  | René Fonck                          | 16 novembre 1919   | 25 ans, 7 mois et 20 jours  |
| Troisième République  | Chambre des députés                  | XIIIe législature | Jacques Doriot                      | 11 mai 1924        | 25 ans, 7 mois et 15 jours  |
| Troisième République  | Chambre des députés                  | XIVe législature  | Alexandre Rauzy                     | 29 avril 1928      | 25 ans, 3 mois et 15 jours  |
| Troisième République  | Chambre des députés                  | XVe législature   | Pierre Mendès France                | 8 mai 1932         | 25 ans, 3 mois et 27 jours  |
| Troisième République  | Chambre des députés                  | XVIe législature  | André Albert                        | 3 mai 1936         | 25 ans, 2 mois et 14 jours  |
| CFLN puis GPRF        | 1re Assemblée nationale constituante |                   | Patrice Bougrain                    | 21 octobre 1945    | 25 ans, 6 mois et 11 jours  |
| CFLN puis GPRF        | 2e Assemblée nationale constituante  |                   | Pierre Clostermann                  | 2 juin 1946        | 25 ans, 3 mois et 5 jours   |
| Quatrième République  | Assemblée nationale                  | Ire législature   | Constant Monjaret                   | 10 novembre 1946   | 24 ans, 7 mois et 27 jours  |
| Quatrième République  | Assemblée nationale                  | Ire législature   | Georges Mahaman Condat              | 1er janvier 1949   | 24 ans, 6 mois et 16 jours  |
| Quatrième République  | Assemblée nationale                  | IIe législature   | Hammadoun Dicko                     | 17 juin 1951       | 26 ans, 11 mois et 16 jours |
| Quatrième République  | Assemblée nationale                  | IIIe législature  | André Chène                         | 2 janvier 1956     | 27 ans et 8 jours           |
| Cinquième République  | Assemblée nationale                  | Ire législature   | Guy Vaschetti                       | 30 novembre 1958   | 27 ans, 2 mois et 4 jours   |
| Cinquième République  | Assemblée nationale                  | IIe législature   | Moussa Ahmed Idriss                 | 18 novembre 1962   | 29 ans, 10 mois et 17 jours |
| Cinquième République  | Assemblée nationale                  | IIIe législature  | Alain Terrenoire                    | 12 mars 1967       | 25 ans, 9 mois et 11 jours  |
| Cinquième République  | Assemblée nationale                  | IVe législature   | Gérard Ducray                       | 30 juin 1968       | 26 ans, 5 mois et 9 jours   |
| Cinquième République  | Assemblée nationale                  | IVe législature   | Pierre Bernard-Reymond              | 5 décembre 1971    | 27 ans, 10 mois et 19 jours |
| Cinquième République  | Assemblée nationale                  | Ve législature    | Aymeric Simon-Lorière               | 11 mars 1973       | 28 ans, 8 mois et 9 jours   |
| Cinquième République  | Assemblée nationale                  | Ve législature    | Dominique Dupilet                   | 2 mars 1977        | 32 ans, 4 mois et 18 jours  |
| Cinquième République  | Assemblée nationale                  | VIe législature   | Michel Barnier                      | 19 mars 1978       | 27 ans, 2 mois et 10 jours  |
| Cinquième République  | Assemblée nationale                  | VIIe législature  | François Fillon                     | 21 juin 1981       | 27 ans, 3 mois et 17 jours  |
| Cinquième République  | Assemblée nationale                  | VIIIe législature | Gautier Audinot                     | 2 avril 1986       | 28 ans, 5 mois et 27 jours  |
| Cinquième République  | Assemblée nationale                  | IXe législature   | Thierry Mandon                      | 12 juin 1988       | 30 ans, 5 mois et 13 jours  |
| Cinquième République  | Assemblée nationale                  | Xe législature    | François Baroin                     | 28 mars 1993       | 27 ans, 9 mois et 7 jours   |
| Cinquième République  | Assemblée nationale                  | Xe législature    | Jean-François Copé                  | 19 juin 1995       | 31 ans, 1 mois et 14 jours  |
| Cinquième République  | Assemblée nationale                  | Xe législature    | Jean-Luc Warsmann                   | 12 décembre 1995   | 30 ans, 1 mois et 20 jours  |
| Cinquième République  | Assemblée nationale                  | XIe législature   | Victor Brial                        | 1er juin 1997      | 31 ans, 1 mois et 23 jours  |
| Cinquième République  | Assemblée nationale                  | XIe législature   | Cécile Helle                        | 5 juillet 1997     | 28 ans, 1 mois et 27 jours  |
| Cinquième République  | Assemblée nationale                  | XIIe législature  | Édouard Courtial                    | 16 juin 2002       | 28 ans, 11 mois et 19 jours |
| Cinquième République  | Assemblée nationale                  | XIIe législature  | Laurent Wauquiez                    | 4 juillet 2004     | 29 ans, 2 mois et 22 jours  |
| Cinquième République  | Assemblée nationale                  | XIIIe législature | Olivier Dussopt                     | 17 juin 2007       | 28 ans, 10 mois et 1 jour   |
| Cinquième République  | Assemblée nationale                  | XIVe législature  | Marion Maréchal                     | 17 juin 2012       | 22 ans, 6 mois et 7 jours   |
| Cinquième République  | Assemblée nationale                  | XVe législature   | Ludovic Pajot                       | 18 juin 2017       | 23 ans et 7 mois            |
| Cinquième République  | Assemblée nationale                  | XVIe législature  | Tematai Le Gayic                    | 18 juin 2022       | 21 ans, 8 mois et 7 jours   |
| Cinquième République  | Assemblée nationale                  | XVIIe législature | Flavien Termet                      | 7 juillet 2024     | 22 ans, 5 mois et 8 jours   |
| Cinquième République  | Assemblée nationale                  | XVIIe législature | Hanane Mansouri                     | 4 octobre 2024     | 23 ans, 10 mois et 10 jours |